# Shellhuset
Shellhuset er en bygning i karréen Kampmannsgade/Vester Farimagsgade/Dahlerupsgade/Nyropsgade i København. Den oprindelige bygning var tegnet af Gerhard Rønne i 1932 som hovedkvarter for Shell i Danmark. Under 2. verdenskrig (1944) blev bygningen konfiskeret og brugt som hovedkvarter af Gestapo i Danmark.
I Shellhuset befandt sig i 1945 dokumenter og oplysninger om den københavnske modstandsbevægelse, der kunne afsløre den. Tyskerne var klar over, at et luftangreb på Shellhuset var muligt, og for at forhindre det, placerede Gestapo arrestanter fra modstandsbevægelsen på de øverste etager, mens de ventede på at blive afhørt, sendt til koncentrationslejre eller henrettet.
Den 21. marts 1945 gennemførte Royal Air Force et angreb, der skulle ødelægge bygningen. Angrebet lykkedes, men nogle af modstandsfolkene i bygningen døde under angrebet, mens en del også lykkedes med at slippe væk. Et af de angribende fly styrtede ved Den Franske Skole, og røgen herfra skabte forvirring, så piloterne på nogle af de næste fly troede, at det var denne bygning, som de skulle angribe.
Efter bombningen af Shellhuset blev den erstattet af den nuværende bygning, der er opført for Dansk Shell 1950-51 efter tegninger af Vilhelm Lauritzen. Ejendommen ejes i dag af ATP Ejendomme. Dansk Shell fraflyttede efter 50 års brug af bygningen i 2001, hvorefter bl.a. Poul Schmith/Kammeradvokaten flyttede ind.